# Geneawiki
Ne doit pas être confondu avec Gene Wiki.
Geneawiki est un site web créé à l'initiative de Geneanet, proposant la rédaction collaborative d'une encyclopédie de la généalogie au moyen d'un wiki utilisant le logiciel MediaWiki.

## Périmètre
Geneawiki a l'ambition de couvrir tout ce qui touche de près ou de loin à la généalogie, à l'histoire des familles et à l'histoire locale.
Pour ce faire, l'encyclopédie possède une notice pour chaque commune de France, dans l'objectif de réunir toutes les informations utiles aux généalogistes sur ces communes. 
Outre l'histoire locale et familiale, l'héraldique, l'onomastique, les faits historiques, s'y trouve également des renseignements d'état civil sur les soldats morts pendant la première guerre mondiale.
Le site propose aussi l'histoire des moulins, des vieux métiers, de la presse et le détail des monuments aux morts et des personnes qui y figurent par exemple. 

## Histoire
Le site francophone a été créé en 2005, peu de temps après Wikipédia. Il rassemblait en 2011 plus de 50 000 articles. En 2016, il comptait 42 000 contributeurs et en 2023 approchait les 50 000 contributeurs.